# چیاوالونگ
چیاوالونگ (به انگلیسی: Qiaowanlong) گونه‌ای از خانواده دایناسورهای ساروپاد براکیوسارید هستند که فسیلهایی از آن‌ها در سال ۲۰۰۷ در ایالت گانسو چین کشف شده‌است. فسیل‌های به جا مانده از این دایناسورها به اواخر دورهٔ زمین‌شناسی ژوراسیک و اوایل دوره کرتاسه مربوط است.